# Dominic Monaghan
Dominic Monaghan (/ˈdɒmɨnɨk ˈmɒnəhæn/; rođen 8. prosinca 1976.) je engleski filmski i televizijski glumac. Privukao je međunarodnu pozornost igrajući ulogu Meriadocka Brandybucka u Gospodaru prstenova J.R.R. Tolkiena u adaptaciji Petera Jacksona i igrajući ulogu Charlieja Pacea u televizijskoj seriji Izgubljeni. 2009. igrao je ulogu Chrisa Bradleya / Bolta u X-Men početak: Wolverine.

## Filmografija
- X-Men početak: Wolverine (2009.)
- I Sell the Dead (2007.)
- Izgubljeni (2004. – 2010.)
- Shooting Livien (2005.)
- The Purifiers (2004.)
- Spivs (2004.)
- An Insomniac’s Nightmare (2003.)
- Gospodar prstenova: Povratak kralja (2003.)
- Gospodar prstenova: Dvije kule (2002)
- Gospodar prstenova: Prstenova družina (2001)
- Monsignor Renard (2000.)
- Hostile Waters (1997.)
- Hetty Wainthropp Investigates (1996.)